# 超心智 (整體瑜伽)
在師利·奧羅賓多（以下簡稱「奧氏」）的哲學中，超心智意指無盡的一元真理意識或真理念頭，既超越物質、生命及心智等秘隱之外，也是秘隱其中的存在。超心智是存在-意識-法喜（satcitananda）的動態型式，也是satcitananda和顯相世界之間的必要管道、中介或連結。

## 簡介
超心智一詞對奧氏而言有多重意義。首先，其為位居純粹存在及意識的「上半球」和宇宙間的生命（心智、生命及物質）之「下半球」間的層界。此層界令無上大力的真實念頭能夠顯化為創造的型式。即是說，超心智乃促動創造的勢能，它將無上大力分割為宇宙經驗中可見及不可見的型式、有限力及勢能。
另一種看待超心智的方式是將它視作完美知識的層界，本自俱足，載有萬物充分、整體的真理。它也是人類能夠提升到目前有限的心智力之上的層界，人們在此便能對事物具備完美的了解，透過真理的啟示，這些瞭悟似乎憑空流進其心中。
第三種看待超心智的方式是將它視為下靠在地球意識上的力與能，不只是創造的工具。我們可以藉由向它敞開來轉化自身存在的各個面向，並且立即、迅速匡正生命中各種制約，製造突來的好運、奇蹟。
奧氏預見最終會有一支新人種，他們藉由向超心智勢能及知識敞開來轉化存在體、心智體、精力體、靈性體的所有層面，迎來奧氏所稱的靈智、超心智個體，他們將成為世上新神聖生命的基礎。

## 超心智感知力
當一個人超越了心智，甚至超越了明覺、直覺及啟悟，他會擁有超心智感知力。在超心智中，一個人不加思索即能以全新的心智瞭悟、知曉某事物的全部面向，過程有如渾然天成。相對於有限心智的部分感知力，超心智感知涉及了全方面的知曉，而前者只能知道事物的單一面向。在超心智感知中，一個人能夠了解事件的多重面向，也能夠直指核心、見樹又見林。一切都以一種和諧、環環相扣的方式被感知著，幾乎是心智運作方式的反面，此因後者僅能堅守其有限的觀點，僵固到不可撼動，亦無法體察事件跟其他事件的關連性。
在超心智中，一個人也可以直接感知到某事物的知識，奧氏稱之為「本體的知識」。超心智感知力亦暗陳了「超心智意志」的存在；即是一股將超心智感知具顯為活生生的實相的大能。舉例來說，若你透過超心智感知力直接知曉某事物，那麼就會有一股力將之驟然顯化為真，快到有如憑空而生一樣。奧氏稱這股大能是透過超心智感知的開口來驟顯奇蹟的。
最後，藉由超心智感知力，一個人能感知到存在的真實本質。奧氏在他的《神聖人生論》及其他著作中稱此為「無所不在的實相」，質言之，就是神聖本源在生命各層面的延伸。當一個人具備了超心智感知力，他就能看見一切（物質、精力體、心智思想）都只是神聖實相的各種型式。一個人也會感知到生命中各個分離的個體，無論大小、正負面、喜歡或不喜歡的，都在開顯的存在（unfolding existence）中扮有一角。奧氏稱之為「看見奇蹟」，只有當一個人自有限的心智力提升到超心智感知中才能看見。

## 超心智化
整體瑜伽的目標及最終階段是體現一個人內裡的超心智，謂之「超心智化」。此將聖化物質肉身本身，或瞭悟其固有的原始傾向，招來一種全新、「神聖」的存在之道。這也涉及將超心智意識往下帶以轉化整個存在體，最終能聖化物質世界。超心智化須得靈性及心靈同時轉化。
奧氏相信多數的瑜伽及宗教派別都和「揚升」有關，意指努力超越身體及時間，揚升進到無形、無時間性的絕對、超性自我。他寫道，這些舊系統都會達到無盡的空無或畢竟空（equally vacant Affirmation）當中。他提到此過程的迫切性，超心智意識須藉此降臨、穩固在地球生命之中。

## 超心智轉化
超心智轉化意指一種完全由超心智力形塑的新個體之誕生，超心智力也是最初從神聖本源那裡創造出物質宇宙的同一股力。這樣的新個體將會是具有超級人性和真理意識的先行者。他們具有的能力包括與環境和其他人完全地合一、統合；以整體知識取代我們的根本無知，即是具有本體知識；具有統合的知識和意志（其所知將自動無中生有、所決意的也會在真理意識中完全獲知）；統合創造和意識的力量；道成肉身，能完整結合個體、宇宙、超性的目地。此外，人類精力及心智層的所有分別、無知面將被戰勝，取而代之的是所有層面之意識的統合，甚至是肉身也將被轉化和聖化。一種新的超心智物種將浮現，在地上活出超心智、靈智、神聖的生命。
然後，這必然會是第三及最終轉化的本質，無知靈魂的旅途將告終，意識、生命、威力、顯化的型態將奠基在完全、有效的自知之上。此真理意識將發現進化中的自然界已準備好迎接它的降臨，好釋放自然界內裡的超心智法則；因此超心智及靈性存在必得被創生，作為物質宇宙中具備自性及大靈真理的第一批公開顯化物。
 — 斯瑞·奧羅賓多， 神聖人生論， 十版918頁

## 超心智降臨
1956年二月29日，奧氏的靈性協作人母親宣稱：「超心智在世上的顯化已不再是口頭承諾，而是活生生的事實、實相。超心智已在這裡運作了，有一天即便是最盲視、最無意識，甚至是最不情願的人都會被迫認出它的到來。」
1969年一月1日，母親90歲時宣布超心智意識（介於人類及超心智存在間的媒介）的來臨。

## 超心智意識脈絡下的時間
奧氏寫道，心智體無法建立「無時間及時間相度間的真理關連」，超心智意識乃位於無時間性的無窮向度之無上意識，但它也知曉在時間向度內操作無窮能量的奧秘。
《綜合瑜伽》的最末章名為「朝向超心智視野的時間」，依trikaladristi（凌駕過去、現在、未來三種時間的知識）的進化來討論物質向度的時間。「超心智存在擁有統合、無窮時間的意識、視野和知識...」

## 靈智存在
奧氏哲學的靈智存在意指人性聖化後的超心智化狀態，終有一日將浮現為「靈魂導向」（spirit-oriented）的存有。
在社群或集體生命的最高型態中，一般心智、表象、局部知識，及較低肉體及精力生命的支配將被由靈魂主導的心智及生命所取代。
在整體之道中，聖化或靈智的存在被描述為以靈性存有的姿態俯仰偃臥於世；不僅是一個人自身存在的整全，也是他和周界的整全。那個人已經整合了，而其存在的物質層界、精力/情緒層界，及心智層界也提升到了最大的高度、最圓滿的境界，他找到了內在的靈魂，並將這股靈性應用在提升的各個層界。他也發現靈性無所不在、無人不有，他跟生命、跟旁人之間的隔閡自此消失。即是說，他的內外在宇宙都已完整、都已整全了。
"融入萬有之存在，納萬有於一己之存在，意識到萬有之意識，整合己身之力與宇宙之力，攜萬有之行動及經驗於一己內，感其和一己之行動及經驗無別、萬有與己身不二，成為整體的神聖生命之必要條件是感到萬有的喜樂就是一己的喜樂。"
—斯瑞·奧羅賓多，《神聖人生論》
除了統合一個人的各個層界及子層（個體化），與其他人、與世界合為一體（宇宙化），將成為為神聖生命的那個先驅也將與超凡的聖神統合。一個人將在內在找到超凡的靈魂、在外在宇宙找到靈力、聖神，自此完全參照這股神力、威能、知識及洪恩來感覺、通曉事物，據此作出行動。
循著這樣的脈絡，那些在個體內已達整全、在個體外已和宇宙、和超性統合的人，無論彼此之間的遠近、知曉或不知曉對方的情況下，都能共創出一種優於現有的個體或共同體的新種共同生命。這類靈智族群的數量達到某個臨界值後將會為新的社為生活或秩序奠定基礎，迎接神聖生命的到來。
神聖生命的目的是實踐更大的一體性、交互性、和諧感。
"...人與人之間更大的存在及意識本體在他們的靈質中統合了，各別的自我感消融於一體存在感之下，遂得以更大的一神之力、知識、大能做出行動。必定有內在、直接的知識互通著，這種交互作用是基於合一、本體的意識，基於彼此之存在、思想、感覺、內外在行動的意識..."
—斯瑞·奧羅賓多，《神聖人生論》
此狀態下，構成目前生命的精力體和心智體將被靈智族群所取代，他們已然超越了人類思想的無常和自然界的推拉力量。在此時局，人性尚無法取用內在深處的知識，無法了解含攝在此顯象世界之下的無窮力量。他的有限心智感及集體的有限心智感不具備整全的視野、知識及行動的力量，以應付社會的變遷。我們已為我們有限的心智力、理解力及小我創了一個龐大的文明，其中，真理被窄化到只能符合我們需求、欲望的範疇。現下，地球上生生不息的蓬勃生命其實是受限於有限的精力、動物、激情等本質，人類心智僅能從那個狹窄的開口窺見真理的一角。
那些已和自身、旁人及超凡的靈魂統合的不二、交互、和諧的生命能夠應付集體生命來勢洶洶的需求。這些靈智存在將在世上協助創建出統合、一體的靈智意識，形成一股比目前據以理解並做出行動的人力遠較高超的勢能和知識，繼而解決集體生命的需求。此神聖生命奉行的唯一準則實為靈魂、聖神在生命所有面向的自我表達。
"..這種存在，沒有面對成功及挫折之反應、沒有活躍的喜悅及罪疚、沒有危亡及激情、愉悅及痛苦，也沒有命運、爭鬥、戰爭、奮鬥的無常性及不確定，一種新奇、驚訝、創造的喜悅將其本身投射進未知...顯化的靈智生命將更完滿、多產，相較於「無知」最富有創意的興趣，其興趣將會更加強烈；它將會是更偉大、更快樂的恆常奇蹟。"
—斯瑞·奧羅賓多，《神聖人生論》

## 超心智與歐米茄終點
天主教神學家R.C. Zaehner率同一干學者指出奧氏和德日進（參看Zaehner 1971、Feys 1973、Sethna 1973 & 1981、Bruteau 1974、Chetany 1978、Brookman 1988）的靈性進化哲學以平行姿態發展而成，但兩者俱描述了生命、心智的演進，從無生命物質進展到有朝一日人性及地球二者的圓滿、聖化，即是說演化的另一段（謂之歐米茄終點/神-歐米茄）將是超心智的來臨。兩位大儒似乎均未曾拜讀對方的作品。德日進和奧氏的泛神論歐米茄終點哲學之科學基礎可參見1994年物理學家法蘭克·迪普勒發表的歐米茄終點理論。

## 引言
超心智瑜伽的目標是變換為此無上的「真理意識」，此處所謂的「真理」是某種超越心智的東西，而這種「意識」又遠遠超越心智意識的最高境界。心智的真理是表徵（表示象徵）式的，永遠是不適切的，多數時候是誤導人的表徵，這種表徵就算極為精確，也只是一種反射罷了，只是真理的倒影而非本體。心智不隸屬於真理的領域，心智尋求真理，心智至多也只能拉住真理衣袍露出的線頭而已；但超心智卻寓居於真理之中，它是真理的原生質、原生的型態及表達；超心智不會尾隨真理，但卻自動擁有真理，甚或就是那擁有物。這是心智和超心智的根本區別。
從心智過渡到超心智帶來的改變不只是知識上的革命或對知識的掌握。若這改變已完成、趨於穩定，那將連我們的意志、情緒、五感、所有的生命力也將蛻變為聖，最後甚至連我們肉身的組成物質及其功能也全面聖化。只有那樣才能說超心智已然降臨人間，已然根植其地球化身，體現在聖化的新物種之中。
超心智所能觸及的最高境界是神聖靈智－神的智慧-大能-大光-洪恩，聖神藉此知曉、高舉、管理、優游宇宙。
-– 斯瑞·奧羅賓多 

## 註記
1. ↑  《神聖人生論》第一冊，14-16章
2. ↑  《神聖人生論》第二冊26-28章
3. ↑  斯瑞·奧羅賓多，《綜合瑜伽》，奧羅賓多修道院，本地治里，1948年。
4. ↑  《神聖人生論》第二冊27-28章
5. ↑  《母親的話 （页面存档备份，存于）》，1956，第一冊。連結 （页面存档备份，存于）
6. ↑  《母親的話》，1969年，第十冊：摘自1969年一月1日。
7. ↑  斯瑞·奧羅賓多，《綜合瑜伽》，奧羅賓多修道院，本地治里，1948年。
8. ↑  《神聖人生論》最末章
9. ↑  奧氏整體瑜伽提到的精力層，有部分的內涵似乎等同於時興的神祕學及新時代思想中的星光層界（astral plane）。
10. ↑  超心智瑜伽的七篇草稿 （页面存档备份，存于），關於道途 （页面存档备份，存于）（自1928-1929年到30年代晚期）見諸於Bernard的雙聖網站。

## 外部連結
- 超心智的本質，斯瑞·奧羅賓多著 （页面存档备份，存于） - 最初發表於1920年七月，現已公開。